# 軟式飛行船

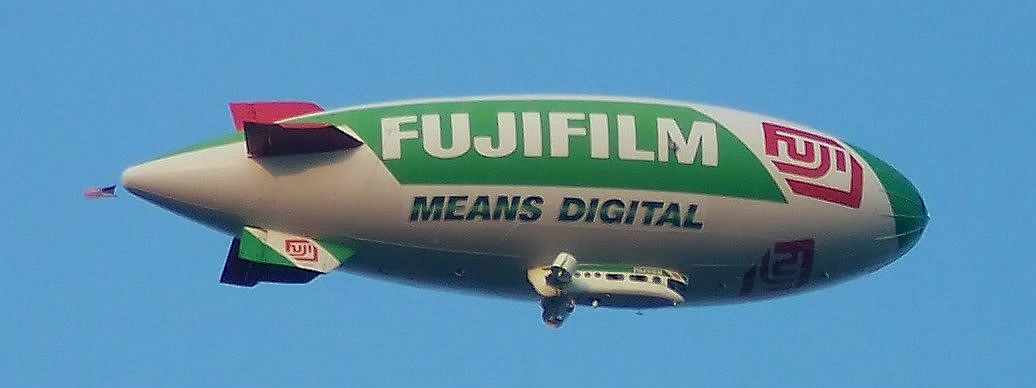
富士フイルムの広告飛行船

軟式飛行船（なんしきひこうせん、blimp または non-rigid airship）は内部支持構造や竜骨を持たない飛行船のことである。気嚢の形態を維持するための恒久的な支持構造ばかりか部分的な竜骨さえも持たない点で、半硬式飛行船や硬式飛行船（ツェッペリン飛行船など）と区別される。軟式飛行船の形態維持は、浮揚ガス（通常の場合ヘリウムガス）の圧力が外部より高いことと、それを支える外皮自体の強度に頼っている。
軟式飛行船はまた、係留気球とも異なるものである。形態的には極めて似ているが、軟式飛行船が自由飛行可能な「航空機」であるのに対し、係留気球には推進力がなく、地面につながれている。

## 原理

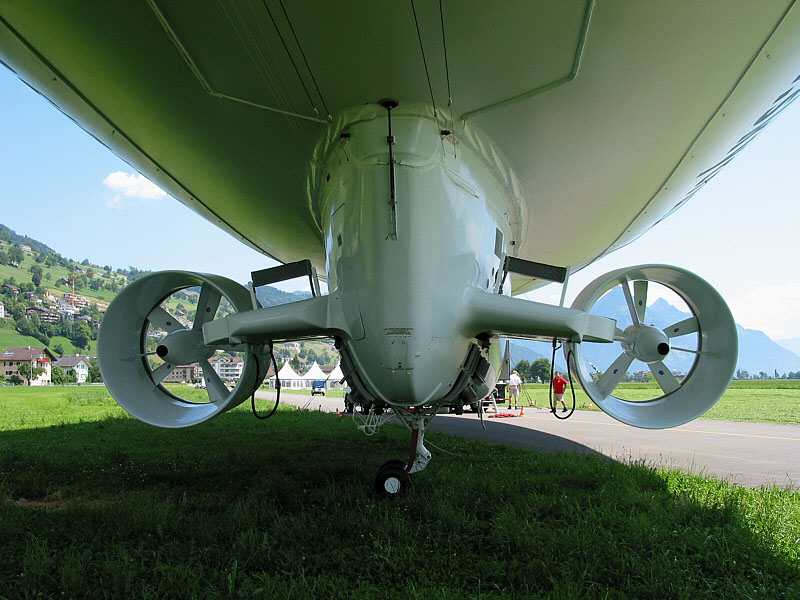
「スカイシップ600」の可動式ダクテッドファン。これにより限定的な方向転換に必要な推力を得ると共に、空気房（バロネット）内の必要な高圧を維持している。

軟式飛行船は内部の高いガス圧で形態を保つものであるため、固体部品は客室（ゴンドラ）と尾翼のみに限定される。浮揚するための媒体として空気より軽いガス（例えばヘリウム）などの代わりに熱した空気を使うタイプは熱飛行船（thermal airshipまたはhot air airship）と呼ばれる。（日本においては熱飛行船は、熱気球同様に気球として扱われ、本来の飛行船とは異なり『航空機扱い』にはならない。）
温度変化により生じる浮揚ガスの体積の変化に対しては、空気房（バロネット（ballonet））によって釣り合いを保ち、また高圧力を維持することになる。軟式飛行船は十分な高圧なしでは操縦性を維持できず、また最高速度も低下する。外皮をふくらませるためにはプロペラ後流を利用することも可能である。スカイシップ600のような若干のモデルにおいては、複数の空気房の膨らませ方を変えることによって相当程度のピッチ・トリム（前後の釣り合い）を調整することが可能である。プロペラを駆動するエンジンは通常ゴンドラに直接付けられており、部分的に方向を変えられるタイプもある。
飛行船でもっとも一般的なのは軟式飛行船である。それは建造が比較的容易であり、また一旦しぼませれば輸送も簡単だからである。しかしその外形の不安定さゆえに大きさには制限がある。軟式飛行船が長くなりすぎると、ガス圧が十分でない場合や速すぎる運動をした場合（これは半硬式飛行船でも竜骨が弱すぎる場合は起こり得る）には船体中央部が屈曲してしまう。半硬式飛行船や硬式飛行船が開発されたのはこの理由によるものである。
歴史上のものと対照的に、現代の軟式飛行船は空気よりも幾分重い状態（過荷重）で離陸する。不足する浮力は、船首を上げ、エンジンを駆動することで動的に得る。タイプによってはさらに方向を変えられるプロペラまたはダクテッドファンを使用する。空気より重い状態で操縦することにより、上昇の際にバラストを捨てる必要を免れ、また着陸に際して高価な浮揚ガスを排出することも避けられる。

## 歴史

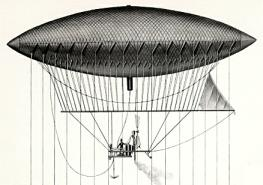
ジファールの蒸気機関飛行船

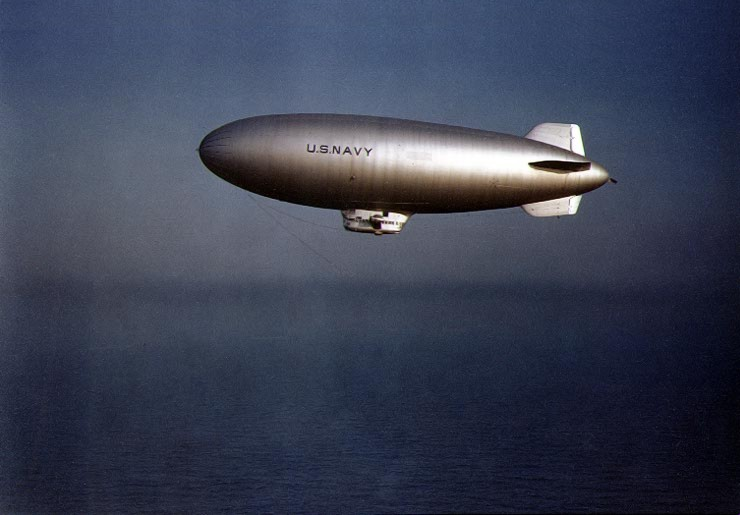
飛行中のアメリカ海軍のK級軟式飛行船（第二次世界大戦で使用）

最初の軟式飛行船は、1852年9月24日にフランスのアンリ・ジファールが飛行させたもので、推進力は蒸気機関であった。機関の重さはボイラーも含めて150kgもあったが、ともかく1,800mまで上昇し、方向転換も行っている。
その後、電動モーター駆動などを経て、1888年にはついにガソリンエンジン駆動の軟式飛行船が登場する。ドイツのカール・ヴェルフェルトが飛行させたもので、ダイムラーの単気筒2馬力のエンジンを搭載していた。
1901年には飛行家サントス・デュモンがエッフェル塔周回飛行に成功している。

## 主な軟式飛行船
- 雄飛号 - 1915年（大正4年）に初飛行した日本陸軍の飛行船。
- TC-3 / TC-7 - アメリカ陸軍が使用。1923年から翌年にかけて、搭載戦闘機の試験を行った。
- SS/SSP/SST/SSZ/NS - 第一次世界大戦中、イギリスが船団護衛に使用。
- G級 / L級 - 第二次世界大戦中、グッドイヤー社が作製した訓練飛行船。
- K級 / M級 - 第二次世界大戦においてアメリカが対潜作戦に使用。
- N級（ナン・シップ） - 1950年代、対潜作戦とレーダー早期警戒プラットフォームとして使用。
- グッドイヤー飛行船 - 広告目的またはテレビカメラのプラットフォームとして使用。
- スカイシップ600 - 広告会社によって使用された私有飛行船。
- P-791 - ロッキード・マーティン社が作製した飛行力学試験のための複合型飛行船。
- CA-80 - 中国の軟式飛行船。

## 参照項目
- 飛行船
- 硬式飛行船
- 半硬式飛行船
- 熱飛行船
- ツェッペリン
- 気球
- ハイブリッド飛行船

## 参考資料
- Barnes C.H. & James D.N Shorts Aircraft since 1900, Putnam, London (1989), ISBN 0-85177-819-4
- 『日本飛行船物語』（秋本実著、光人社NF文庫） ISBN 978-4-7698-2526-5